# Olle Bergdahl
Olle Bergdahl är en svensk civilingenjör från Kungliga Tekniska högskolan. Han blev tillsammans med laget O2MG nordisk mästare i programvarudesign 2005.